# Qingshan (köping i Kina, Shandong, lat 37,29, long 122,07)
Qingshan (kinesiska: 苘山镇, 苘山) är en köping i Kina. Den ligger i provinsen Shandong, i den östra delen av landet, omkring 460 kilometer öster om provinshuvudstaden Jinan. Antalet invånare är 39 827. Befolkningen består av 19 834 kvinnor och 19 993 män. Barn under 15 år utgör 11,0 %, vuxna 15-64 år 76 %, och äldre över 65 år 11,0 %.
Genomsnittlig årsnederbörd är 717 millimeter. Den regnigaste månaden är juli, med i genomsnitt 210 mm nederbörd, och den torraste är januari, med 14 mm nederbörd.